# 10억 초 문제

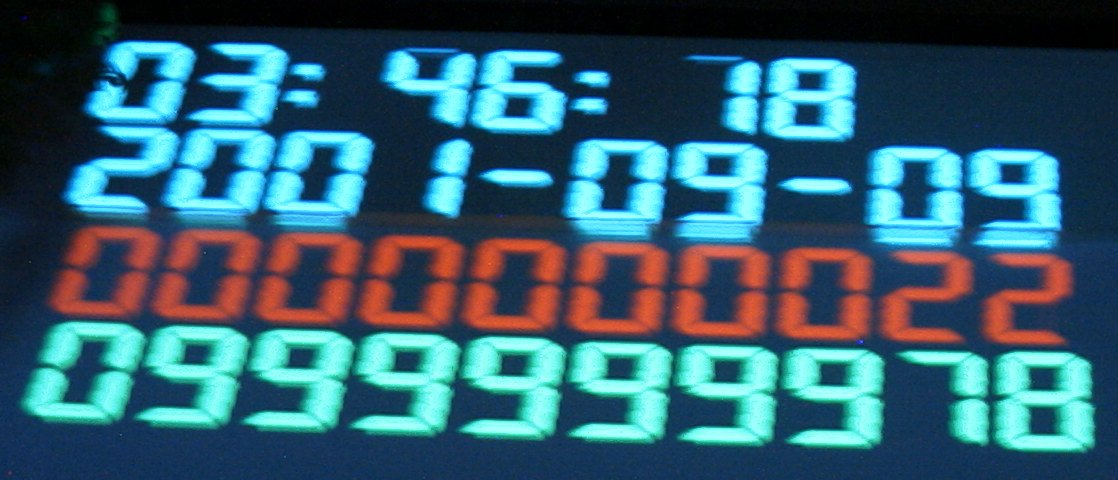
덴마크에서 10억 초 축제가 열렸었다.

10억 초 문제(Unix billennium, billennium은 10억의 billion과 밀레니엄의 millennium을 합성)는 유닉스에서 쓰이는 유닉스 시간이 1970년 1월 1일 0:00:00부터 10억(109) 초를 넘긴 UTC 2001년 9월 9일 01:46:40에 발생한 문제이다. 일부 컴퓨터 프로그램이 시간을 십진수 정수값으로 저장하면서 저장된 숫자의 자릿수가 8자리에서 9자리로 넘어가면서 저장 공간이나 정렬 등에 문제를 일으켰다. 이 버그는 발견된 이후 곧바로 수정되었다.

## 같이 보기
- 2000년 문제
- 2010년 문제
- 2038년 문제
- 10000년 문제